# Ozren Bonačić
Ozren Bonačić (Zagreb, 5. siječnja 1942.) je bivši hrvatski vaterpolist, olimpijski pobjednik iz Meksika 1968. i srebrni s Olimpijskih igara u Tokiju 1964.